# 沈家门街道
沈家门街道是中华人民共和国浙江省舟山市普陀区下辖的一个街道办事处。位于舟山本岛东南部，另外辖鲁家峙、马峙、小干等小岛。
沈家门于民国21年（1932年）始建镇，2001年6月27日撤镇建立沈家门街道。
2013年8月29日，舟山市人民政府批复同意撤销登步乡、蚂蚁岛乡，將登步乡、蚂蚁岛乡併入沈家门街道。调整后的沈家门街道陆域面积46.07平方公里，辖18个社区居委会，14个村委会，户籍人口98164人。街道办事处驻茶湾社区北渔市大街8号。

## 行政区划
沈家门街道下辖以下村级行政区划单位：
新街社区、教场社区、小蒲湾社区、西河社区、大蒲湾社区、海星社区、中洲社区、茶湾社区、墩头社区、中兴社区、大干社区、鲁家峙社区、荷东社区、荷外社区、西大社区、东大社区、中大社区、泗湾社区、马峙村、大干农业村、鲁家峙农业村、中弄村、东岙村、大山村、教场村、蒲湾村、泗湾村、平阳浦村、蚂蚁岛村、大岙村、竹东村和沙头村。

## 产业
沈家门在中国海洋渔业中占有相当重要的地位，这里是全国渔产品的重要批发市场。沈家门中心渔港是中国国家级中心渔港。